# Letiště M. R. Štefánika Bratislava
Letiště M. R. Štefánika Bratislava (slovensky Medzinárodné letisko Milana Rastislava Štefánika Bratislava) nebo také Letiště Bratislava je hlavní mezinárodní letiště na Slovensku v Bratislavě. Nachází se na severovýchodním okraji Bratislavy, 9 km od centra, v městské části Ružinov a částečně v katastru obce Ivanka pri Dunaji, s rozlohou 4,77 km². V roce 2016 toto letiště odbavilo 1 756 808 cestujících, což byl 12 % nárůst oproti roku předchozímu.

## Historie
První let na trase Praha – Bratislava se uskutečnil 29. října 1923 letadlem Aero A-14 tehdejších Československých státních aerolinií s imatrikulační značkou L-BARC. Letadlo pilotoval šéfpilot ČSA Karel Brabenec a prvním cestujícím se stal redaktor Lidových novin Václav König. Letadlo přistálo na letišti ve Vajnorech po 320 km dlouhém letu, který trval zhruba 3 hodiny. Letiště Bratislava-Vajnory nabízelo lety k Jadranu, do Vídně, Kluže a do Bukurešti. Po skončení 2. světové války byl provoz na letišti ve Vajnorech sice obnoven, bylo však zřejmé, že letiště bude stále méně vyhovovat neustále se zpřísňujícím požadavkům pro leteckou dopravu.
Přípravné práce pro výstavbu dnešního letiště započaly v roce 1947, s vlastní stavbou se začalo roku následujícího. Byla vybudována vzletová a přistávací dráha ve směru 04/22 o délce 1900 m a ve směru 13/31 o délce 1500 m. Letecký provoz na novém bratislavském letišti v Ivance pri Dunaji byl zahájen roku 1951.
V roce 1970 zde byl otevřen dnešní terminál A spolu s příslušným přednádražím a novým komunikačním systémem. V květnu 1970 začala fungovat linka Bratislava – Praha-Ruzyně – Amsterdam Schiphol – New York JFK, kterou ČSA provozovaly s letadly typu Iljušin Il-62. V 80. letech došlo v rámci komplexní rekonstrukce dráhového systému letiště k prodloužení dráhy 04/22 na 2900 m a dráhy 13/31 na 2950 m.
Od 21. června 1993 nese bratislavské letiště jméno významného slovenského politika, vědce, diplomata a generála Milana Rastislava Štefánika.

## Vybavení
Letiště má v současnosti tři terminály: první je terminál A1 otevřený v roce 2010, druhý terminál B v roce 1994 a třetí terminál C v roce 2006. Jejích současná kapacita je 9,9 milionu cestujících ročně. Dráhový systém sestává ze dvou na sobě kolmých vzletových a přistávacích drah, které v současnosti umožňují přistání všech běžných typů letadel.

## Letecké společnosti a destinace

### Osobní
Na letiště v Bratislavě létají následující pravidelní či sezónní letečtí dopravci (aktualizováno 28. března 2024). Charterové destinace a dopravci v tomto seznamu nejsou.
| Letecká společnost            | Destinace               | Destinace                                                                |
| ----------------------------- | ----------------------- | ------------------------------------------------------------------------ |
| Aegean Airlines               | Řecko                   | Athény                                                                   |
| Air Cairo                     | Egypt                   | Hurghada · Marsa Alam                                                    |
| Air Montenegro                | Černá Hora              | Sezónně: Podgorica                                                       |
| Austrian Airlines             | Rakousko                | Salcburk · Štýrský Hradec \| sezónně: Innsbruck                          |
| British Airways               | Spojené království      | Londýn-Gatwick · Londýn-Heathrow                                         |
| Německo                       | Belgie                  | Brusel                                                                   |
| Německo                       | Česko                   | Praha                                                                    |
| Německo                       | Francie                 | Lyon · Marseille · Nice · Paříž-Charles de Gaulle · Paříž-Orly           |
| Německo                       | Itálie                  | Benátky · Milán-Malpensa · Neapol · Řím-Fiumicino                        |
| Německo                       | Kypr                    | Sezónně: Larnaka                                                         |
| Německo                       | Německo                 | Berlín · Düsseldorf · Hamburk · Kolín/Bonn                               |
| Německo                       | Nizozemsko              | Amsterdam                                                                |
| Německo                       | Polsko                  | Varšava-Chopin                                                           |
| Německo                       | Portugalsko             | Lisabon · Porto \| sezónně: Madeira                                      |
| Německo                       | Řecko                   | Athény · Soluň \| sezónně: Heráklion · Chania · Korfu · Mykonos · Rhodos |
| Německo                       | Slovensko               | Košice                                                                   |
| Německo                       | Spojené arabské emiráty | Sezónně: Dubaj · Dubaj-Ál Maktúm                                         |
| Německo                       | Spojené království      | Londýn-Heathrow · Manchester                                             |
| Německo                       | Španělsko               | Barcelona · Madrid · Malága \| sezónně: Palma de Mallorca                |
| Lufthansa                     | Německo                 | Frankfurt · Mnichov                                                      |
| Pegasus Airlines              | Turecko                 | Sezónně: Antalya · Istanbul-Sabiha Gökçen                                |
| Qatar Airways                 | Katar                   | Dauhá                                                                    |
| Ryanair                       | Belgie                  | Brusel-Charleroi                                                         |
| Ryanair                       | Bulharsko               | Sofie \| sezónně: Burgas                                                 |
| Ryanair                       | Kypr                    | Pafos                                                                    |
| Ryanair                       | Itálie                  | Bergamo · Řím-Ciampino \| sezónně: Alghero · Trapani                     |
| Ryanair                       | Irsko                   | Dublin                                                                   |
| Ryanair                       | Litva                   | Kaunas                                                                   |
| Ryanair                       | Malta                   | Malta                                                                    |
| Ryanair                       | Nizozemsko              | Eindhoven                                                                |
| Ryanair                       | Řecko                   | Soluň \| sezónně: Korfu                                                  |
| Ryanair                       | Spojené království      | Edinburgh · Leeds · Londýn-Stensted · Manchester                         |
| Ryanair                       | Španělsko               | Lanzarote \| sezónně: Palma de Mallorca                                  |
| Ryanair                       | Turecko                 | Dalaman                                                                  |
| Scandinavian Airlines         | Dánsko                  | Kodaň                                                                    |
| Scandinavian Airlines         | Norsko                  | Oslo                                                                     |
| Scandinavian Airlines         | Švédsko                 | Stockholm-Arlanda                                                        |
| Smartwings                    | Bulharsko               | Sezónně: Burgas                                                          |
| Smartwings                    | Francie                 | Sezónně: Nice                                                            |
| Smartwings                    | Itálie                  | Sezónně: Katánie                                                         |
| Smartwings                    | Kypr                    | Sezónně: Larnaka                                                         |
| Smartwings                    | Řecko                   | Sezónně: Heráklion · Korfu · Rhodos · Zakynthos                          |
| Smartwings                    | Spojené arabské emiráty | Sezónně: Dubaj · Dubaj-Ál Maktúm                                         |
| Smartwings                    | Španělsko               | Sezónně: Palma de Mallorca                                               |
| Swiss International Air Lines | Švýcarsko               | Curych                                                                   |
| Wizz Air                      | Severní Makedonie       | Skopje                                                                   |
| Wizz Air                      | Spojené království      | Londýn-Luton                                                             |

## Letecké nehody
- 4. května 1919 došlo k havárii letounu Caproni Ca.33 s M. R. Štefánikem, dvěma italskými důstojníky a mechanikem na palubě. V zatáčce po větru upadl stroj po ztrátě vztlaku do levé vývrtky a zřítil se. Nepřipoutaná posádka z letounu vypadla a všichni na místě zahynuli. Nehoda se odehrála kolem 11:35 hod.[6] Existuje však i nepotvrzená teorie o sestřelení letounu, z důvodu záměny italské trikolóry za, v té době nepřátelskou, maďarskou.[zdroj?] Jiné spekulace hovoří o politickém atentátu z důvodu střetu francouzsko-italských geopolitických zájmů nebo ambicí vlády E. Beneše a T. G. Masaryka.[zdroj?]

- 24. listopadu 1966 havaroval na svahu kopce Sakrakopec nedaleko letiště letoun Iljušin Il-18 (LZ-BEN) - let TABSO LZ101. Při nehodě zahynulo všech 86 osob na palubě.
- 28. července 1976 při nezdařeném přiblížení došlo k pádu letounu Il-18 (OK-NAB) letu ČSA 001 do jezera na Zlatých píscích, při čemž zahynulo 76 osob, 3 osoby se zachránily.

- 11. února 1977 došlo k havárii za snížené dohlednosti při dosednutí poštovního letounu ČSA asi 2 km před prahem VPD 22. Jednalo se o stroj Avia Av-14 (OK-OCA), let OK 475 na trase Praha→Bratislava→Košice. Zahynuli dva pracovníci pošty a dva členové posádky, kapitán R. Chládek přežil. Podíl na nehodě mělo i nehomogenní tlakové pole, které vzniká při západním proudění (290°) na závětrné straně Malých Karpat, což působí indikaci nesprávné výšky barometrickými výškoměry.

- 20. října 1977 došlo v těsné blízkosti k leteckému neštěstí, při kterém zahynula druhá manželka tehdejšího prezidenta Gustáva Husáka Viera. Vinou špatného počasí havaroval během přistávacího manévru vrtulník, který ji přepravoval z Bardejova do Bratislavy na ošetření zlomené ruky.

- 8. února 1999 se při rolování ze startovací dráhy neodpoutalo nákladní letadlo typu Boeing 707-328C ghanské společnosti Avistar. Stroj vybočil z dráhy a zabořil se přední částí do země. Letadlo, jež přivezlo náklad ryb, nemělo na palubě cestující, ale před startem bylo plně natankované. Při tomto incidentu nedošlo k žádnému zranění.[7][8]

- 6. června 1999 havaroval v rámci Mezinárodního leteckého dne SIAD '99 v blízkosti letiště vojenský cvičný letoun BAE Hawk 200 britského královského letectva. Pilot letadla 45letý Graham Wardell zavadil během letecké ukázky v rychlosti asi 500 až 600 km/h o konec odstavné přistávací betonové plochy letiště. Neovladatelný letoun přeletěl nad budovou biologické ochrany letiště a dopadl do pole ve vzdálenosti asi 200 metrů, kde explodoval. První a druhý náraz roztrhl letadlo na několik kusů. Přestože trosky letounu nedopadly do prostoru vyhraženého pro diváky, smetla tlaková vlna ze střechy přilehlého objektu jednu ženu, jež odtud sledovala letecké ukázky. Divačka utrpěla stejně jako pilot smrtelné zranění.[7][9]

## Doprava na letiště
Spojení na mezinárodní letiště v Bratislavě zajišťuje pravidelná trolejbusová linka městské hromadné dopravy číslo 61 (noční linka N61), která ho přes centrum města spojuje s Bratislavským hlavním nádražím. Přímé spojení letiště s autobusovým nádražím tedy neexistuje.
Spojení s nedalekým vídeňským letištěm a centrem Vídně zajišťují autobusové linky dopravců FlixBus, Blaguss Slovakia a Slovak Lines. V budoucnosti se plánuje napojení letiště na železniční síť Železnic Slovenské republiky. V případě vybudování zvažované trati Wolfsthal – Bratislava by obě letiště mohla být spojena i vlakem.